# Jana Novotná
Jana Novotná (Brno, 1968. október 2. – Brno, 2017. november 19.) egykori páros világelső, egyéni (1997) és páros világbajnok (1995, 1997), párosban kétszeres olimpiai ezüstérmes és egyéni bronzérmes, tizenhétszeres Grand Slam-tornagyőztes, junior US Open-bajnok (1986), Fed-kupa- (1988) és Hopman-kupa-győztes (1994) cseh teniszezőnő.
1986-ban megnyerte a junior lányok páros versenyét a US Openen. 1987-től 1999-ig tartó profi pályafutása alatt tizenhét Grand Slam-tornán diadalmaskodott: egy alkalommal egyéniben 1998-ban Wimbledonban; párosban 12-szer, ebből kétszer az Australian Openen, háromszor a Roland Garroson, négyszer Wimbledonban és háromszor a US Openen; vegyes párosban négyszer: kétszer az Australian Openen, egyszer Wimbledonban és egyszer a US Openen. Egyéniben egyszer (1997-ben), párosban két alkalommal nyerte meg az év végi világbajnokságot (1995-ben és 1997-ben). 24 egyéni és 76 páros WTA-torna győztese, emellett egyéniben 17-szer, párosban 52-szer játszott a döntőben.
Egyéniben a legjobb világranglista helyezése a 2. hely volt, amelyre 1997. július 7-én került, párosban először 1990-ben, utoljára 1998-ban, 11 alkalommal, összesen 67 héten keresztül állt a világranglista élén. Páros játékosként az év végén 1991-ben egyedül, páros társaival (Helena Suková, Gigi Fernández, Arantxa Sánchez Vicario, Martina Hingis öt alkalommal volt év végi világelső.
Az 1988-as szöuli és az 1996-os atlantai olimpián párosban Helena Sukovával olimpiai ezüstérmes. Egyéniben 1996-ban bronzérmes.
1987–1998 között 45 alkalommal játszott Csehszlovákia, illetve Csehország Fed-kupa-válogatottjában. Tagja volt az 1988-ban Fed-kupa-győztes válogatottnak.
2005-ben a teniszhírességek csarnokának (International Tennis Hall of Fame) tagjai közé választották.
2017. november 19-én, 49 éves korában hosszan tartó rákbetegség következtében otthonában hunyt el.

## Junior Grand Slam döntői

### Páros

#### Győzelmek (1)
| Év   | Bajnokság | Borítás | Partner         | Ellenfél                      | Eredmény |
| ---- | --------- | ------- | --------------- | ----------------------------- | -------- |
| 1986 | US Open   | Kemény  | Radka Zrubáková | Jelena Brjuhovec Leila Meszhi | 6–4, 6–2 |

## Grand Slam döntői

### Egyéni

#### Győzelmek (1)
| Év   | Bajnokság | Borítás | Ellenfél         | Eredmény    |
| ---- | --------- | ------- | ---------------- | ----------- |
| 1998 | Wimbledon | Fű      | Nathalie Tauziat | 6–4, 7–6(2) |

#### Elveszített döntői (3)
| Év   | Bajnokság       | Borítás | Ellenfél       | Eredmény         |
| ---- | --------------- | ------- | -------------- | ---------------- |
| 1991 | Australian Open | Kemény  | Szeles Mónika  | 7–5, 3–6, 1–6    |
| 1993 | Wimbledon       | Fű      | Steffi Graf    | 6–7(6), 6–1, 4–6 |
| 1997 | Wimbledon       | Fű      | Martina Hingis | 6–2, 3–6, 3–6    |

### Páros

#### Győzelmek (12)
| Év   | Bajnokság       | Borítás | Partner                 | Ellenfél                           | Eredmény         |
| ---- | --------------- | ------- | ----------------------- | ---------------------------------- | ---------------- |
| 1989 | Wimbledon       | Fű      | Helena Suková           | Larisa Neiland Natallja Zverava    | 6–1, 6–2         |
| 1990 | Australian Open | Kemény  | Helena Suková           | Patty Fendick Mary Joe Fernández   | 7–6(5), 7–6(6)   |
| 1990 | Roland Garros   | Salak   | Helena Suková           | Larisa Neiland Natallja Zverava    | 6–4, 7–5         |
| 1990 | Wimbledon       | Fű      | Helena Suková           | Kathy Jordan Elizabeth Smylie      | 6–3, 6–4         |
| 1991 | Roland Garros   | Salak   | Gigi Fernández          | Larisa Neiland Natallja Zverava    | 6–4, 6–0         |
| 1994 | US Open         | Kemény  | Arantxa Sánchez Vicario | Katerina Maleeva Robin White       | 6–3, 6–3         |
| 1995 | Australian Open | Kemény  | Arantxa Sánchez Vicario | Gigi Fernández Natallja Zverava    | 6–3, 6–7(3), 6–4 |
| 1995 | Wimbledon       | Fű      | Arantxa Sánchez Vicario | Gigi Fernández Natallja Zverava    | 7–5, 5–7, 4–6    |
| 1997 | US Open         | Kemény  | Lindsay Davenport       | Gigi Fernández Natallja Zverava    | 6–3, 6–4         |
| 1998 | Roland Garros   | Salak   | Martina Hingis          | Lindsay Davenport Natallja Zverava | 6–1, 7–6(4)      |
| 1998 | Wimbledon       | Fű      | Martina Hingis          | Lindsay Davenport Natallja Zverava | 6–3, 3–6, 8–6    |
| 1998 | US Open         | Kemény  | Martina Hingis          | Lindsay Davenport Natallja Zverava | 6–3, 6–3         |

#### Elveszített döntői (11)
| Év   | Bajnokság       | Borítás | Partner                 | Ellenfél                           | Eredmény         |
| ---- | --------------- | ------- | ----------------------- | ---------------------------------- | ---------------- |
| 1990 | US Open         | Kemény  | Helena Suková           | Gigi Fernández Martina Navratilova | 2–6, 4–6         |
| 1991 | Australian Open | Kemény  | Gigi Fernández          | Patty Fendick Mary Joe Fernández   | 6–7(4), 1–6      |
| 1991 | Wimbledon       | Fű      | Gigi Fernández          | Larisa Neiland Natallja Zverava    | 4–6, 6–3, 4–6    |
| 1991 | US Open         | Kemény  | Larisa Neiland          | Pam Shriver Natallja Zverava       | 4–6, 6–4, 6–7(5) |
| 1992 | Wimbledon       | Fű      | Larisa Neiland          | Gigi Fernández Natallja Zverava    | 4–6, 1–6         |
| 1992 | US Open         | Kemény  | Larisa Neiland          | Gigi Fernández Natallja Zverava    | 6–7(4), 1–6      |
| 1993 | Roland Garros   | Salak   | Larisa Neiland          | Gigi Fernández Natallja Zverava    | 3–6, 5–7         |
| 1993 | Wimbledon       | Fű      | Larisa Neiland          | Gigi Fernández Natallja Zverava    | 4–6, 7–6(7), 4–6 |
| 1994 | Wimbledon       | Fű      | Arantxa Sánchez Vicario | Gigi Fernández Natallja Zverava    | 4–6, 1–6         |
| 1995 | Roland Garros   | Salak   | Arantxa Sánchez Vicario | Gigi Fernández Natallja Zverava    | 6–7(6), 6–4, 7–5 |
| 1996 | US Open         | Kemény  | Arantxa Sánchez Vicario | Gigi Fernández Natallja Zverava    | 6–1, 1–6, 4–6    |

### Vegyes páros

#### Győzelmek (4)
| Év   | Bajnokság       | Borítás | Partner  | Ellenfél                          | Eredmény      |
| ---- | --------------- | ------- | -------- | --------------------------------- | ------------- |
| 1988 | Australian Open | Kemény  | Jim Pugh | Martina Navratilova Tim Gullikson | 5–7, 6–2, 6–4 |
| 1988 | US Open         | Kemény  | Jim Pugh | Elizabeth Smylie Patrick McEnroe  | 7–5, 6–3      |
| 1989 | Australian Open | Kemény  | Jim Pugh | Zina Garrison Sherwood Stewart    | 6–3, 6–4      |
| 1989 | Wimbledon       | Fű      | Jim Pugh | Jenny Byrne Mark Kratzmann        | 4–6, 7–5, 6–4 |

#### Elveszített döntői (1)
| Év   | Bajnokság | Borítás | Partner         | Ellenfél                       | Eredmény |
| ---- | --------- | ------- | --------------- | ------------------------------ | -------- |
| 1994 | US Open   | Kemény  | Todd Woodbridge | Elna Reinach Patrick Galbraith | 6–2, 6–4 |

## Eredményei Grand Slam-tornákon

### Egyéni
| Grand Slam | Australian Open | Australian Open     | Roland Garros | Roland Garros     | Wimbledon   | Wimbledon           | US Open     | US Open           |
| Év         | Eredmény        | Utolsó ellenfél     | Eredmény      | Utolsó ellenfél   | Eredmény    | Utolsó ellenfél     | Eredmény    | Utolsó ellenfél   |
| 1986       | –               | –                   | 1. kör        | Lilian Drescher   | 1. kör      | Susan Mascarin      | Selejtező   | Selejtező         |
| 1987       | –               | –                   | 3. kör        | Steffi Graf       | 4. kör      | Steffi Graf         | 4. kör      | Pam Shriver       |
| 1988       | 1. kör          | Etsuko Inoue        | 1. kör        | Patricia Tarabini | 2. kör      | Helena Suková       | 1. kör      | Judith Wiesner    |
| 1989       | 3. kör          | Martina Navratilova | Negyeddöntő   | A Sánchez Vicario | 4. kör      | Laura Golarsa       | 2. kör      | Barbara Paulus    |
| 1990       | 3. kör          | Patty Fendick       | Elődöntő      | Steffi Graf       | Negyeddöntő | Steffi Graf         | Negyeddöntő | Steffi Graf       |
| 1991       | Döntő           | Szeles Mónika       | Negyeddöntő   | Gabriela Sabatini | 2. kör      | Brenda Schultz      | 4. kör      | Gabriela Sabatini |
| 1992       | 4. kör          | Anke Huber          | 4. kör        | Steffi Graf       | 3. kör      | Patty Fendick       | 1. kör      | Rosalyn Fairbank  |
| 1993       | 2. kör          | Robin White         | Negyeddöntő   | A Sánchez Vicario | Döntő       | Steffi Graf         | 4. kör      | Date Kimiko       |
| 1994       | Negyeddöntő     | Gabriela Sabatini   | 1. kör        | Anna Smashnova    | Negyeddöntő | Martina Navratilova | Elődöntő    | Steffi Graf       |
| 1995       | 4. kör          | Angélica Gavaldón   | 3. kör        | Chanda Rubin      | Elődöntő    | Steffi Graf         | Negyeddöntő | Szeles Mónika     |
| 1996       | –               | –                   | Elődöntő      | A Sánchez Vicario | Negyeddöntő | Steffi Graf         | Negyeddöntő | Martina Hingis    |
| 1997       | –               | –                   | 3. kör        | Nicole Arendt     | Döntő       | Martina Hingis      | Negyeddöntő | Lindsay Davenport |
| 1998       | –               | –                   | Negyeddöntő   | Szeles Mónika     | Győzelem    | Nathalie Tauziat    | Elődöntő    | Martina Hingis    |
| 1999       | 3. kör          | M Sánchez Lorenzo   | 4. kör        | Sylvia Plischke   | Negyeddöntő | Lindsay Davenport   | 3. kör      | Anke Huber        |

### Páros
| Grand Slam | Australian Open            | Australian Open                | Roland Garros              | Roland Garros                       | Wimbledon                     | Wimbledon                     | US Open                       | US Open                          |
| Év         | Eredmény Partner           | Utolsó ellenfél                | Eredmény Partner           | Utolsó ellenfél                     | Eredmény Partner              | Utolsó ellenfél               | Eredmény Partner              | Utolsó ellenfél                  |
| 1986       | –                          | –                              | 2. kör Hana Fukarková      | Steffi Graf Gabriela Sabatini       | –                             | –                             | –                             | –                                |
| 1987       | –                          | –                              | 3. kör Catherine Suire     | Mercedes Paz Eva Pfaff              | 2. kör Catherine Suire        | M Navratilova Pam Shriver     | 3. kör Catherine Suire        | C Kohde-Kilsch Helena Suková     |
| 1988       | Negyeddöntő Helena Suková  | M Navratilova Pam Shriver      | –                          | –                                   | 3. kör Catherine Suire        | Chris Evert Wendy Turnbull    | 3. kör Catherine Suire        | Patty Fendick Jill Hetherington  |
| 1989       | Elődöntő Helena Suková     | M Navratilova Pam Shriver      | Elődöntő Helena Suková     | Steffi Graf Gabriela Sabatini       | Győzelem Helena Suková        | L Szavcsenko N Zverava        | 3. kör Helena Suková          | Steffi Graf Gabriela Sabatini    |
| 1990       | Győzelem Helena Suková     | Patty Fendick M Joe Fernández  | Győzelem Helena Suková     | Larisa Neiland N Zverava            | Győzelem Helena Suková        | Kathy Jordan Elizabeth Smylie | Döntő Helena Suková           | Gigi Fernández M Navratilova     |
| 1991       | Döntő Gigi Fernández       | Patty Fendick M Joe Fernández  | Győzelem Gigi Fernández    | Larisa Neiland N Zverava            | Döntő Gigi Fernández          | L Szavcsenko N Zverava        | Döntő L Szavcsenko            | Pam Shriver N Zverava            |
| 1992       | Negyeddöntő Larisa Neiland | M Joe Fernández Zina Garrison  | Elődöntő Larisa Neiland    | Conchita Martínez A Sánchez Vicario | Döntő Larisa Neiland          | Gigi Fernández N Zverava      | Döntő Larisa Neiland          | Gigi Fernández N Zverava         |
| 1993       | Negyeddöntő Larisa Neiland | Pam Shriver Elizabeth Smylie   | Döntő Larisa Neiland       | Gigi Fernández N Zverava            | Döntő Larisa Neiland          | Gigi Fernández N Zverava      | 2. kör Larisa Neiland         | Sandy Collins M de Swardt        |
| 1994       | Elődöntő A Sánchez Vicario | Patty Fendick M McGrath        | –                          | –                                   | Döntő A Sánchez Vicario       | Gigi Fernández N Zverava      | Győzelem A Sánchez Vicario    | Katerina Malejeva Robin White    |
| 1995       | Győzelem A Sánchez Vicario | Gigi Fernández N Zverava       | Döntő A Sánchez Vicario    | Gigi Fernández N Zverava            | Győzelem A Sánchez Vicario    | Gigi Fernández N Zverava      | Negyeddöntő A Sánchez Vicario | B Schultz-McCarthy Rennae Stubbs |
| 1996       | –                          | –                              | Elődöntő A Sánchez Vicario | Lindsay Davenport M Joe Fernández   | Negyeddöntő A Sánchez Vicario | Martina Hingis Helena Suková  | Döntő A Sánchez Vicario       | Gigi Fernández N Zverava         |
| 1997       | –                          | –                              | 3. kör Lindsay Davenport   | Conchita Martínez Patricia Tarabini | Negyeddöntő Lindsay Davenport | S Appelmans Miriam Oremans    | Győzelem Lindsay Davenport    | Gigi Fernández N Zverava         |
| 1998       | –                          | –                              | Győzelem Martina Hingis    | Lindsay Davenport N Zverava         | Győzelem Martina Hingis       | Lindsay Davenport N Zverava   | Győzelem Martina Hingis       | Lindsay Davenport N Zverava      |
| 1999       | 3. kör Szeles Mónika       | Martina Hingis Anna Kurnyikova | Negyeddöntő N Zverava      | Lindsay Davenport Mary Pierce       | Elődöntő N Zverava            | M de Swardt Olena Tatarkova   | 3. kör N Zverava              | Liezel Horn Kimberly Po          |

## Évenkénti legjobb világranglista-helyezései
| Év     | 1985 | 1986 | 1987 | 1988 | 1989 | 1990 | 1991 | 1992 | 1993 | 1994 | 1995 | 1996 | 1997 | 1998 |
| Egyéni | 306. | 171. | 46.  | 28.  | 10.  | 10.  | 6.   | 7.   | 6.   | 4.   | 4.   | 3.   | 2.   | 2.   |
| Páros  | –    | –    | 24.  | 9.   | 4.   | 1.   | 1.   | 1.   | 2.   | 3.   | 2.   | 2.   | 3.   | 1.   |

## Év végi világranglista-helyezései
| Év     | 1985 | 1986 | 1987 | 1988 | 1989 | 1990 | 1991 | 1992 | 1993 | 1994 | 1995 | 1996 | 1997 | 1998 |
| Egyéni | 306. | 171. | 47.  | 35.  | 11.  | 13.  | 7.   | 10.  | 6.   | 4.   | 11.  | 5.   | 2.   | 3.   |
| Páros  | –    | 137. | 24.  | 13.  | 5.   | 2.   | 1.   | 4.   | 4.   | 4.   | 2.   | 3.   | 6.   | 3.   |